# Pamela A. Silver
Pamela Ann Silver (* 1952) ist eine US-amerikanische Biochemikerin und Systembiologin an der Harvard Medical School.

## Leben und Wirken
Pamela Silver wuchs in Atherton, Kalifornien, auf. Sie erwarb an der University of California, Santa Cruz, einen Bachelor in Chemie und 1982 bei William Wickner an der University of California, Los Angeles, einen Ph.D. in Biochemie. Als Postdoktorandin arbeitete sie bei Mark Ptashne in der Molekularbiologie der Harvard University.
Nach einer ersten Professur (Assistant Professor) an der Princeton University ging Silver 1993 als Professorin für Biochemie und Molekulare Pharmakologie an die Harvard Medical School (HMS) und an das Dana-Farber Cancer Institute. Heute (Stand 2023) hat sie an der HMS eine nach Elliot T. und Onie H. Adams benannte Professur für Biochemie und Systembiologie inne. Sie gehört zu den Gründungsmitgliedern des Wyss Institute.
Seit 2017 ist Silver Mitglied der American Academy of Arts and Sciences, seit 2023 Mitglied der National Academy of Sciences.
Silver und Mitarbeiter befassen sich mit der Anwendung von Zellsystemen, z. B. von Darmbakterien, für die Entwicklung von therapeutischen Anwendungen, als Biosensoren, als Speichermedien und Biocomputer und zur Produktion von nachhaltigen Waren, z. B. mittels des sog. Bionic Leaf. Sie hat laut Google Scholar einen h-Index von 121, laut Datenbank Scopus einen von 101 (jeweils Stand Oktober 2023).
Pamela Silver ist seit 2005 in zweiter Ehe mit dem Biochemiker Jeffrey Way verheiratet.